# Leichtathletik-Weltmeisterschaften 1991/Hochsprung der Frauen

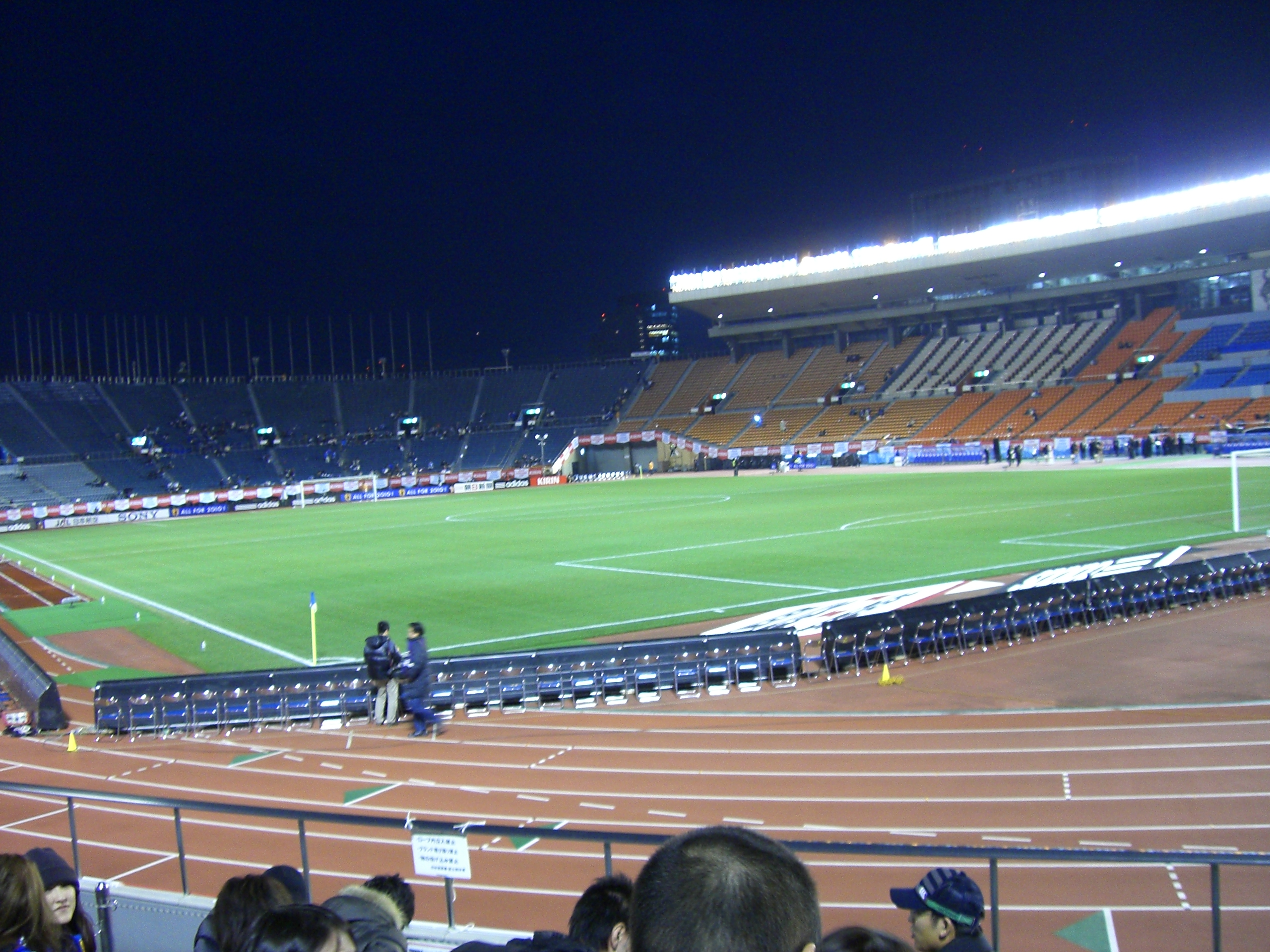
Das Olympiastadion in Tokio im Jahr 2008

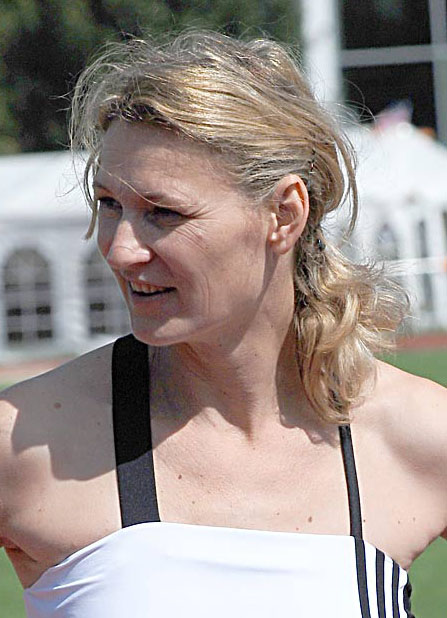
Nach dem Gewinn des EM-Titels im Vorjahr wurde Heike Henkel, frühere Heike Redetzky, nun Weltmeisterin

Der Hochsprung der Frauen bei den Leichtathletik-Weltmeisterschaften 1991 wurde am 29. und 31. August 1991 im Olympiastadion der japanischen Hauptstadt Tokio ausgetragen.
Mit Silber und Bronze errangen die sowjetischen Hochspringerinnen in diesem Wettbewerb zwei Medaillen. Weltmeisterin wurde die amtierende Europameisterin Heike Henkel, frühere Heike Redetzky, aus Deutschland. Sie gewann vor der EM-Dritten von 1991 Jelena Jelesina. Bronze ging an Inha Babakowa.

## Bestehende Rekorde
| Weltrekord               | 2,09 m | Stefka Kostadinowa | WM in Rom, Italien | 30. August 1987 |
| Weltmeisterschaftsrekord | 2,09 m | Stefka Kostadinowa | WM in Rom, Italien | 30. August 1987 |

Der bestehende WM-Rekord wurde bei diesen Weltmeisterschaften nicht eingestellt und nicht verbessert.
Im Finale am 31. August stellte Weltmeisterin Heike Henkel mit 2,05 m einen neuen deutschen Rekord auf.

## Qualifikation
29. August 1991, 10:20 Uhr
29 Teilnehmerinnen traten in zwei Gruppen zur Qualifikationsrunde an. Die Qualifikationshöhe für den direkten Finaleinzug betrug 1,92 m. Doch diese Höhe musste gar nicht erst angegangen werden. Nach Abschluss der Sprünge über 1,90 m waren noch sechs Springerinnen im Wettbewerb. Weitere sechs hatten 1,88 m übersprungen. So waren die gesuchten zwölf Besten gefunden, die zwei Tage später das Finale austrugen (hellgrün unterlegt).

### Gruppe A
| Platz | Name               | Nation           | Resultat (m) |
| 1     | Alison Inverarity  | Australien       | 1,90         |
| 2     | Jelena Jelesina    | Sowjetunion      | 1,88         |
| 3     | Tamara Bykowa      | Sowjetunion      | 1,88         |
| 4     | Šárka Nováková     | Tschechoslowakei | 1,88         |
| 5     | Heike Balck        | Deutschland      | 1,88         |
| 6     | Swetlana Lessewa   | Bulgarien        | 1,86         |
| 7     | Yolanda Henry      | USA              | 1,83         |
| 7     | Donata Jancewicz   | Polen            | 1,83         |
| 7     | Megumi Sato        | Japan            | 1,83         |
| 10    | Tisha Waller       | USA              | 1,83         |
| 11    | Lucienne N’da      | Elfenbeinküste   | 1,79         |
| 12    | Wenelina Wenewa    | Bulgarien        | 1,79         |
| 13    | Þórdís Gísladóttir | Island           | 1,79         |
| 14    | Leslie Estwick     | Kanada           | 1,75         |

### Gruppe B
| Platz | Name               | Nation              | Resultat (m) |
| 1     | Heike Henkel       | Deutschland         | 1,90         |
| 1     | Stefka Kostadinowa | Bulgarien           | 1,90         |
| 1     | Inha Babakowa      | Sowjetunion         | 1,90         |
| 4     | Birgit Kähler      | Deutschland         | 1,90         |
| 5     | Beata Hołub        | Polen               | 1,90         |
| 6     | Vanessa Ward       | Australien          | 1,88         |
| 7     | Judit Kovács       | Ungarn              | 1,88         |
| 8     | Orlane dos Santos  | Brasilien           | 1,86         |
| 9     | Debbi Marti        | Großbritannien      | 1,86         |
| 10    | Sue Ellen Rembao   | USA                 | 1,86         |
| 11    | Tania Murray       | Neuseeland          | 1,79         |
| 12    | Jana Brenkusová    | Tschechoslowakei    | 1,79         |
| 13    | Sigrid Kirchmann   | Österreich          | 1,75         |
| 14    | Margarida Moreno   | Andorra             | 1,70         |
| NM    | Vermilita Phillip  | St. Kitts und Nevis | ogV          |

## Legende
Kurze Übersicht zur Bedeutung der Symbolik – so üblicherweise auch in sonstigen Veröffentlichungen verwendet:
| – | verzichtet   |
| o | übersprungen |
| x | ungültig     |

## Finale
31. August 1991, 16:00 Uhr
| Platz | Name               | Nation           | Resultat (m) | 1,84 m                                  | 1,87 m                                  | 1,90 m                                  | 1,93 m                                  | 1,96 m                                  | 1,98 m                                  | 2,00                                    | 2,02                                    | 2,05                                    | 2,07                                    |
| 1     | Heike Henkel       | Deutschland      | 2,05 DR      | –                                       | o                                       | –                                       | o                                       | –                                       | o                                       | o                                       | o                                       | o                                       | xxx                                     |
| 2     | Jelena Jelesina    | Sowjetunion      | 1,98         | o                                       | o                                       | o                                       | o                                       | o                                       | xo                                      | xx–                                     | x                                       |                                         |                                         |
| 3     | Inha Babakowa      | Sowjetunion      | 1,96         | o                                       | o                                       | o                                       | o                                       | o                                       | xxx                                     |                                         |                                         |                                         |                                         |
| 4     | Beata Hołub        | Polen            | 1,96         | o                                       | o                                       | xo                                      | xxo                                     | xo                                      | xxx                                     |                                         |                                         |                                         |                                         |
| 5     | Birgit Kähler      | Deutschland      | 1,93         | o                                       | o                                       | o                                       | o                                       | xxx                                     |                                         |                                         |                                         |                                         |                                         |
| 6     | Stefka Kostadinowa | Bulgarien        | 1,93         | o                                       | xo                                      | o                                       | o                                       | xxx                                     |                                         |                                         |                                         |                                         |                                         |
| 7     | Tamara Bykowa      | Sowjetunion      | 1,93         | o                                       | o                                       | xo                                      | xxo                                     | xxx                                     |                                         |                                         |                                         |                                         |                                         |
| 8     | Judit Kovács       | Ungarn           | 1,90         | o                                       | o                                       | o                                       | xxx                                     |                                         |                                         |                                         |                                         |                                         |                                         |
| 9     | Šárka Nováková     | Tschechoslowakei | 1,90         | Ablauf in den Quellen nicht aufgelistet | Ablauf in den Quellen nicht aufgelistet | Ablauf in den Quellen nicht aufgelistet | Ablauf in den Quellen nicht aufgelistet | Ablauf in den Quellen nicht aufgelistet | Ablauf in den Quellen nicht aufgelistet | Ablauf in den Quellen nicht aufgelistet | Ablauf in den Quellen nicht aufgelistet | Ablauf in den Quellen nicht aufgelistet | Ablauf in den Quellen nicht aufgelistet |
| 10    | Vanessa Ward       | Australien       | 1,90         | Ablauf in den Quellen nicht aufgelistet | Ablauf in den Quellen nicht aufgelistet | Ablauf in den Quellen nicht aufgelistet | Ablauf in den Quellen nicht aufgelistet | Ablauf in den Quellen nicht aufgelistet | Ablauf in den Quellen nicht aufgelistet | Ablauf in den Quellen nicht aufgelistet | Ablauf in den Quellen nicht aufgelistet | Ablauf in den Quellen nicht aufgelistet | Ablauf in den Quellen nicht aufgelistet |
| 11    | Alison Inverarity  | Australien       | 1,87         | Ablauf in den Quellen nicht aufgelistet | Ablauf in den Quellen nicht aufgelistet | Ablauf in den Quellen nicht aufgelistet | Ablauf in den Quellen nicht aufgelistet | Ablauf in den Quellen nicht aufgelistet | Ablauf in den Quellen nicht aufgelistet | Ablauf in den Quellen nicht aufgelistet | Ablauf in den Quellen nicht aufgelistet | Ablauf in den Quellen nicht aufgelistet | Ablauf in den Quellen nicht aufgelistet |
| 12    | Heike Balck        | Deutschland      | 1,84         | Ablauf in den Quellen nicht aufgelistet | Ablauf in den Quellen nicht aufgelistet | Ablauf in den Quellen nicht aufgelistet | Ablauf in den Quellen nicht aufgelistet | Ablauf in den Quellen nicht aufgelistet | Ablauf in den Quellen nicht aufgelistet | Ablauf in den Quellen nicht aufgelistet | Ablauf in den Quellen nicht aufgelistet | Ablauf in den Quellen nicht aufgelistet | Ablauf in den Quellen nicht aufgelistet |

## Video
- Heike Henkel High Jump World Championships Tokyo 1991, Video veröffentlicht am 9. Mai 2013 auf youtube.com, abgerufen am 15. April 2020